# Lutzomyia napoensis
Lutzomyia napoensis är en tvåvingeart som beskrevs av Young D. G., Rogers T. E. 1984. Lutzomyia napoensis ingår i släktet Lutzomyia och familjen fjärilsmyggor.
Artens utbredningsområde är Ecuador. Inga underarter finns listade i Catalogue of Life.